# Église San Giorgio Martire (Naples)

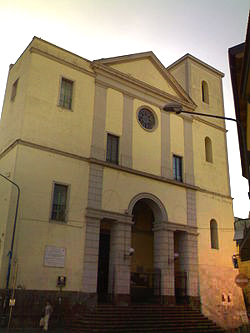
Façade de l'église.

L'église San Giorgio Martire (Saint-Georges-Martyr) est une église de Naples située dans le quartier de Pianura.

## Histoire
L'église remonte au début du XIIIe siècle et elle est agrandie au XVIe siècle. Certaines sources citent la date de 1587. Elle prend son aspect actuel en 1676. Le grand escalier d'entrée est réalisé en 1822. C'est dans cette église paroissiale que le bienheureux Justin Russolillo a jeté les bases en 1920 de sa Société des divines vocations approuvée par le Saint-Siège en 1948.

## Description

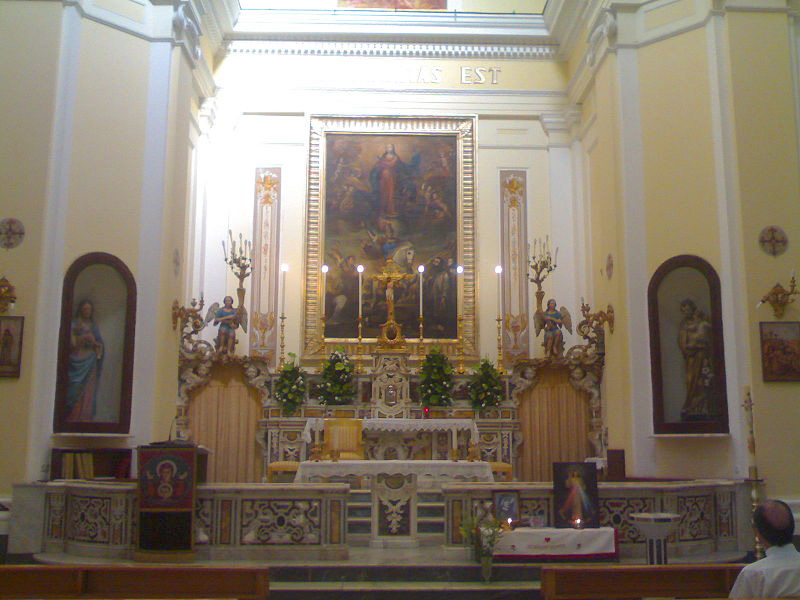
Vue du maître-autel.

La façade en deux ordres est allégée par une serlienne au niveau inférieur, tandis qu'en haut quatre lésènes encadrent une rosace et soutiennent un fronton à la grecque. 

## Source de la traduction
- (it) Cet article est partiellement ou en totalité issu de l’article de Wikipédia en italien intitulé « Chiesa di San Giorgio Martire (Napoli) » (voir la liste des auteurs).